# Rachispoda aeditua
Rachispoda aeditua är en tvåvingeart som beskrevs av Wheeler 1995. Rachispoda aeditua ingår i släktet Rachispoda och familjen hoppflugor.
Artens utbredningsområde är Guyana. Inga underarter finns listade i Catalogue of Life.